# 尤素福·尤素菲
尤素福·尤素菲（1941年10月2日—）是阿爾及利亞政治家，他曾經在2006年至2008年期間擔任過阿爾及利亞在聯合國的常駐代表，並且自2010年開始長期擔任能源和礦業部部長。在2014年3月至4月期間，尤素福還一度代理過阿爾及利亞總理一職。

## 荣誉

### 外国勋章奖章
- 旭日大绶章（日本，2016年4月29日公布[1]）

## 外部連結
- Biography
- Algerian News - Yousfi presents his credentials （页面存档备份，存于）